# Elvis (2022)
Elvis ist eine Filmbiografie über Elvis Presley unter der Regie von Baz Luhrmann. Die Hauptrollen spielen Austin Butler in der Titelrolle und Tom Hanks als sein Manager „Colonel“ Tom Parker.
Im Rahmen der Golden Globe Awards 2023 wurde Elvis als Bestes Filmdrama nominiert. Regisseur Baz Luhrmann erhielt eine Nominierung als Bester Regisseur, Austin Butler wurde als Bester Hauptdarsteller in einem Drama ausgezeichnet.
Bei der Oscarverleihung 2023 wurde Elvis für acht Oscars nominiert, u. a. als Bester Film. Austin Butler wurde als Bester Hauptdarsteller nominiert.

## Handlung
Am 20. Januar 1997 liegt Elvis Presleys ehemaliger Manager, Colonel Tom Parker, nach einem Schlaganfall auf dem Sterbebett. Er pflegt eine Spielsucht, die ihn mittellos gemacht hat, und erzählt, wie er Presley zum ersten Mal traf.
Presley, der hauptsächlich von seiner liebevollen Mutter Gladys aufgezogen wurde, verbringt seine Kindheit in den ärmsten Gegenden von Mississippi und findet einen Ausweg in den Comics von Captain Marvel Jr. und insbesondere im Gesang. Als er jedoch mit seinen Eltern nach Memphis zieht, wird er von seinen Kollegen wegen seiner Faszination für die afroamerikanische Musik der Beale Street in Memphis verspottet. Zu dieser Zeit betätigt sich Parker als Schausteller auf Jahrmärkten und hält sich für einen modernen P. T. Barnum. Obwohl Parker mit dem Country-Sänger Hank Snow zusammenarbeitet, erkennt er Presleys Crossover-Potenzial, als er ihn den Song That’s All Right singen hört. An diesem Abend sieht er Presley bei einer Louisiana-Hayride-Aufführung und entdeckt einen talentierten Musiker mit starkem Sexappeal.
Parker trifft sich mit Presley und überredet ihn, ihm die Kontrolle über seine Karriere zu überlassen, und beginnt einen kometenhaften Aufstieg, der die Familie Presley aus der Armut befreit. Die regionale Öffentlichkeit ist geteilter Meinung über den Sänger. In dem Gefühl, dass Presleys Musik weiße Kinder korrumpieren und Rassenfeindlichkeit schüren wird, ruft der Senator der Süddemokraten von Mississippi, James Eastland, Parker zu einer informellen Anhörung, bei der er Parker über seine mysteriöse Vergangenheit befragt.
Nach Presleys exzessiven Tanzbewegungen bei einem Konzert sieht er sich mit rechtlichen Problemen konfrontiert. Parker überredet die Regierung, Presley stattdessen in die US-Armee einzuberufen. Während seines Militärdienstes in Westdeutschland ist Presley durch den alkoholbedingten Tod seiner Mutter am Boden zerstört. Er findet Trost, als er Priscilla Beaulieu kennenlernt, die jugendliche Adoptivtochter eines Piloten der United States Air Force. Nach seiner Entlassung nimmt er seine Filmkarriere wieder auf und heiratet Jahre später Priscilla.
Während die Populärkultur der 1960er Jahre an Presley vorbeizieht, erschüttern ihn die Attentate auf Martin Luther King Jr. und Robert F. Kennedy. Obwohl er in seiner Musik politischer werden möchte, erlaubt Parker ihm nur, frivole Gute-Laune-Songs für ein Weihnachtsspecial im Fernsehen zu veröffentlichen. Das schreckt ihn jedoch nicht ab. Seine Auftrittsentscheidungen im Special, einschließlich der Schlussnummer If I Can Dream, werden nicht nur als Akte seiner vergangenen Songs, sondern auch als politischer Kommentar präsentiert und wahrgenommen. Wütende Firmensponsoren drohen mit einem Rechtsstreit, während ein angewiderter Parker glaubt, dass Presley „von Hippies einer Gehirnwäsche unterzogen“ wurde. Trotzdem ist die Show sehr erfolgreich.
Nach dem Special macht Presley Schlagzeilen im größten Showroom in Las Vegas, dem International Hotel, und nimmt seine Konzerttourneen wieder auf. Parkers Kontrolle über Presleys Leben nimmt zu, als er Presleys Bitte um eine Welttournee ablehnt, obwohl er es ihm ursprünglich versprochen hatte, und ihn dazu manipuliert, einen Vertrag für einen längeren Aufenthalt im Casino in Las Vegas zu unterschreiben. Presleys problematisches Verhalten und seine Abhängigkeit von verschreibungspflichtigen Medikamenten überholen ihn, und eine verzweifelte Priscilla lässt sich am 8. Januar 1973 von ihm scheiden und nimmt ihre Tochter Lisa Marie mit. Presley entdeckt, dass Parker das Land nicht verlassen kann, weil er ein staatenloser illegaler Einwanderer namens Andreas (Dries) van Kuijk ist, und entlässt ihn am 3. September 1973. Parker und Presley streiten sich über Presleys Schulden in Höhe von 8 Millionen Dollar gegenüber Parker und dem Plattenlabel für ihn zahlreiche verschwenderische Ausgaben, die Presleys Beziehung zu seinem Vater belasten. Parker überzeugt Presley von ihrer symbiotischen Beziehung und obwohl sie sich danach selten sehen, bleibt Parker sein Manager.
Presley fährt mit einem rigorosen Showplan fort, der ihn zunehmend erschöpft zurücklässt. 1974, vor seinem Tod am 16. August 1977, drückt Presley gegenüber Priscilla seine größte Angst aus, nach seinem Tod vergessen zu werden. Bei einer seiner letzten Shows am 21. Juni 1977 in Rapid City, South Dakota, singt Presley, jetzt aufgedunsen und blass, Unchained Melody und beendet die Aufführung mit tosendem Applaus. Die letzten Szenen des Auftritts werden durch Originalaufnahmen Presleys letzten Konzertes ergänzt.
Als Parker seine Erinnerungen beendet, stirbt er am 21. Januar 1997 verarmt und allein, während Presley weltweit geliebt wird und der meistverkaufte Solokünstler der Geschichte ist, dessen Einfluss und Vermächtnis auf die Musik bis heute andauert.

## Produktion

### Vorproduktion
Das Projekt wurde erstmals im April 2014 medial erwähnt, als Baz Luhrmann Verhandlungen zur Regie des Films aufnahm und Kelly Marcel mit dem Drehbuchschreiben begann.
Im März 2019 wurde Tom Hanks für die Rolle des Colonel Tom Parker besetzt. Luhrmann übernahm schließlich zusammen mit Craig Pearce und Sam Bromell die Drehbucharbeiten. Im Juli desselben Jahres sprachen für die Hauptrolle Ansel Elgort, Miles Teller, Aaron Taylor-Johnson, Harry Styles und Austin Butler vor, wobei letzterer als Besetzung ausgewählt wurde. Im Oktober 2019 wurde Olivia DeJonge als Priscilla Presley, die als Produzentin an der Filmbiografie mitwirkt, besetzt. Ursprünglich wollte Priscilla von der Sängerin Lana Del Rey gespielt werden, die ein bekennender Elvis-Fan ist.
Das Produktionsbudget betrug 85 Millionen US-Dollar.

### Dreharbeiten
Die Dreharbeiten begannen Ende Januar 2020 in Australien. Am 12. März 2020 wurden die Dreharbeiten gestoppt, als Hanks und seine Frau Rita Wilson während der COVID-19-Pandemie positiv auf SARS-CoV-2 getestet wurden. Im September 2020 wurden die Dreharbeiten wieder aufgenommen. Die Dreharbeiten endeten im März 2021. Hauptdarsteller Austin Butler wurde einen Tag nach dem Ende der Dreharbeiten mit dem Verdacht einer Appendizitis in ein Krankenhaus eingeliefert, was sich jedoch als ein Virus erwies, das diese Erkrankung simuliert.

### Tonaufnahmen/Soundtrack
Produzenten des Soundtracks waren Regisseur Baz Luhrmann und Anton Monstead, mit dem Luhrmann bereits den Soundtrack von The Great Gatsby produziert hatte.
Zu den im Film verwendeten Gesangstimmen erklärte Regisseur Luhrmann, dass beim Gesang des jungen Elvis (Sun-Aufnahmen und erste Live-Auftritte) die Gesangstimme des Hauptdarstellers Austin Butler verwendet wurde, jedoch wiederum beim Gesang des von Austin Butler dargestellten älteren Elvis die Originalstimme von Elvis Presley verwendet wurde.
Luhrmanns Absicht, Elvis’ popkulturellen Einfluss auf die Gegenwart im Film akustisch darzustellen, veranlasste ihn dazu, moderne Künstler verschiedener Musikrichtungen (darunter Stevie Nicks, Chris Isaak, Kacey Musgraves, Eminem, Stuart Price, Måneskin, Denzel Curry, Jazmine Sullivan, Jack White, Yola, Doja Cat, CeeLo Green, Swae Lee, Diplo, Nardo Wick), an der Gestaltung des Soundtracks mitwirken zu lassen.
Zur Erstellung des Soundtracks gab Filmkomponist Elliot Wheeler an, dass er und Luhrmann Zugriff auf den vollständigen Katalog von Elvis’ Ton- und Videoaufnahmen hatten und sie nach dem „Eintauchen“ in jene Aufnahmen versucht haben, dem Publikum der Gegenwart „eine Vorstellung davon zu geben, wie es sich angefühlt haben muss, Elvis in seiner Primetime zu sehen. Es gibt eine Nostalgie, die die Leute mit diesen Aufnahmen verbinden. Aber wir versuchen es einem Publikum des 21. Jahrhunderts zu zeigen, wie Elvis die westliche Kultur verändert hat.“.
Hauptdarsteller Austin Butler erklärte, dass eine Intention bei der Produktion außerdem gewesen sei, das Publikum spüren zu lassen, was für gesellschaftliche Umbrüche in den 1950er Jahren stattfanden und wie der junge, rebellische Elvis darin als Phänomen erschien. „Die Leute hatten so etwas noch nie auf der Bühne gesehen, besonders im Fernsehen. […] Wir wollten, dass das Publikum das spürt.“
Der Soundtrack umfasst 36 Songs (anders als die digitale Version enthält die CD-Version lediglich 22 Tracks).

### Synchronisation
Die deutschsprachige Synchronisation entstand nach dem Dialogbuch sowie unter der Dialogregie von Marius Clarén bei der RC Production in Berlin.
| Rollenname             | Schauspieler        | deutschsprachige Synchronsprecher |
| ---------------------- | ------------------- | --------------------------------- |
| Elvis Presley          | Austin Butler       | Patrick Roche                     |
| Elvis Presley (jung)   | Chaydon Jay         | Carlo Clarén                      |
| Colonel Tom Parker     | Tom Hanks           | Joachim Tennstedt                 |
| Gladys Love Presley    | Helen Thomson       | Ilona Schulz                      |
| Vernon Presley         | Richard Roxburgh    | Rainer Doering                    |
| Priscilla Presley      | Olivia DeJonge      | Friedel Morgenstern               |
| Jerry Schilling        | Luke Bracey         | Tim Knauer                        |
| Hank Snow              | David Wenham        | Marcus Off                        |
| Jimmie Rodgers Snow    | Kodi Smit-McPhee    | Dirk Petrick                      |
| Riley ‘B. B.’ King     | Kelvin Harrison Jr. | Nico Sablik                       |
| Scotty Moore           | Xavier Samuel       | Nicolás Artajo                    |
| Bill Black             | Adam Dunn           | Daniel Welbat                     |
| Tom Diskin             | Leon Ford           | Kim Hasper                        |
| Senator James Eastland | Nicholas Bell       | Florian Krüger-Shantin            |
| Billy Smith            | Charles Grounds     | Tom Raczko                        |
| Bones Howe             | Gareth Davies       | Timo Weisschnur                   |
| Charlie Hodge          | David Gannon        | Florens Schmidt                   |
| Meyer Kohn             | Anthony Phelan      | Reinhard Scheunemann              |
| Steve Binder           | Dacre Montgomery    | Tobias Diakow                     |

## Veröffentlichung

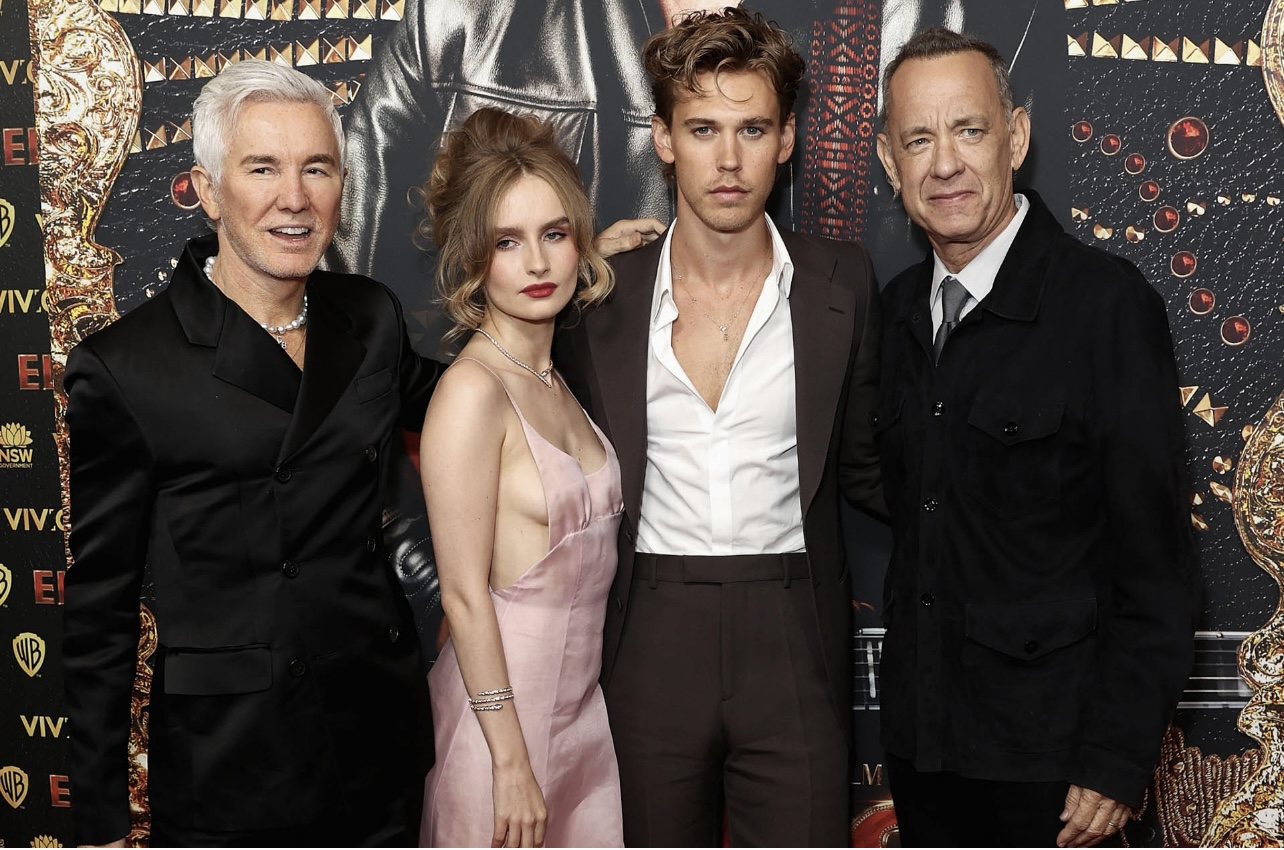
Baz Luhrmann, Olivia DeJonge, Austin Butler und Tom Hanks bei der Vorstellung des Films in Australien.

Vertrieben von Warner Bros. Pictures, wurde die Veröffentlichung des Films ursprünglich für den 5. November 2021 angekündigt. Der Kinostart wurde jedoch zweimal verschoben. Seine Weltpremiere feierte der Film auf dem Filmfestival von Cannes im Mai 2022. Der Kinostart in den USA wurde auf den 24. Juni 2022 angesetzt. 45 Tage nach dem Kinostart war der Film als Video-on-Demand auf HBO Max geplant.
Der Soundtrack des Films erschien am Tag der Filmpremiere.
In Deutschland kam der Film am 23. Juni 2022 in die Kinos. Im deutschen Free-TV war er erstmals am 4. Mai 2025 bei ProSieben zu sehen.

## Rezeption

### Stimmen zum Film von Angehörigen der Presley-Familie
Elvis’ Ex-Frau Priscilla Presley, die den Film noch vor der Premiere sah, lobte sowohl die Regie als auch die Darstellung von Austin Butler und Tom Hanks in höchsten Tönen und meinte, dass Zuschauer durch den Film „noch ein bisschen mehr von Elvis’ Reise verstehen“ werden.
Elvis’ Tochter Lisa Marie Presley lobte den Film als „geradezu spektakulär“. Über Austin Butlers Darstellung schrieb sie, dass Butler „das Herz und die Seele“ ihres Vaters „wunderbar kanalisiert und verkörpert“ habe und seine Leistung „beispiellos“ sei. Über Luhrmanns Regie schrieb sie unter anderem: „Sie können seine reine Liebe, Fürsorge und seinen Respekt für meinen Vater während dieses wunderschönen Films spüren, und es ist endlich etwas, auf das ich und meine Kinder und deren Kinder für immer stolz sein können.“ Lisa Marie Presley erklärte außerdem, dass der Film sie an ihren eigenen Sohn Benjamin Keough (der 2020 Suizid beging) erinnere und dass dieser den Film auch geliebt hätte.
Elvis’ Enkelin, Riley Keough, schrieb: „In den ersten fünf Minuten konnte ich spüren, wie viel Arbeit Baz und Austin in den Versuch gesteckt haben, es richtig hinzubekommen. […] Es gibt eine Menge Familientrauma und Generationentrauma, das für unsere Familie ungefähr damals begann. Ich fühlte mich geehrt, dass sie so hart gearbeitet haben, um wirklich seine Essenz zu bekommen, seine Essenz zu spüren. Austin hat das so schön eingefangen.“

### Weitere Bewertungen
Laut Rotten Tomatoes fielen die (Stand 24. Juni 2022) 359 Kritiken zum Film zu 78 % positiv aus. Dagegen bewerteten über 10.000 Internetnutzer den Film zu 94 % positiv. Die von CinemaScore befragten US-amerikanischen Zuschauer gaben dem Film im Durchschnitt die Schulnote A- [Anm.: vergleichbar mit 1- im europäischen Schulnotensystem].
Die Jury der Deutschen Film- und Medienbewertung verlieh dem Film das Prädikat „Besonders wertvoll“. Die Kinozeitschrift Cinema urteilte darüber hinaus, dass Regisseur „Buz Luhrmann auf der Höhe seiner Kunst“ angekommen und „sein Elvis-Porträt […] ein überwältigendes Epos“ sei.

### Einspielergebnis
Die weltweiten Einnahmen aus Kinovorführungen belaufen sich auf rund 285,9 Millionen US-Dollar, von denen 150,9 Millionen im nordamerikanischen Raum erwirtschaftet wurden.
Gemessen an den weltweiten Kinoeinnahmen ist der Film die zweiterfolgreichste Musikerbiografie, nach dem 2018 erschienenen Film Bohemian Rhapsody.

## Auszeichnungen
Elvis wurde in der Filmpreissaison 2022/23 bisher für über 120 Auszeichnungen nominiert, von denen das Werk mehr als 30 gewinnen konnte. Bei Bekanntgabe der Shortlists für die Oscarverleihung 2023 fand der Film in zwei Kategorien Berücksichtigung – Make-up und Frisuren sowie Ton.
Eine Auswahl weiterer gewonnener Preise und Nominierungen:
AACTA Awards 2022
- Auszeichnung als Bester Film (Baz Luhrmann, Catherine Martin, Gail Berman, Patrick McCormick und Schuyler Weiss)
- Auszeichnung für die Beste Regie (Baz Luhrmann)
- Auszeichnung als Bester Hauptdarsteller (Austin Butler)
- Nominierung als Bester Nebendarsteller (Tom Hanks)
- Auszeichnung als Beste Nebendarstellerin (Olivia DeJonge)
- Nominierung für das Beste Originaldrehbuch (Baz Luhrmann, Sam Bromell, Craig Pearce und Jeremy Doner)
- Auszeichnung für die Beste Kamera (Mandy Walker)
- Nominierung für die Beste Filmmusik (Elliott Wheeler)
- Auszeichnung für den Besten Schnitt (Matt Villa und Jonathan Redmond)
- Auszeichnung für das Beste Szenenbild (Catherine Martin, Beverley Dunn und Karen Murphy)
- Auszeichnung für das Beste Kostümdesign (Catherine Martin)
- Auszeichnung für den Besten Ton (David Lee, Wayne Pashley, Andy Nelson und Michael Keller)
- Auszeichnung für das Beste Make-up und Frisuren (Jason Baird, Mark Coulier, Louise Coulston und Shane Thomas)
- Nominierung für das Beste Casting (Nikki Barrett und Denise Chamian)
- Auszeichnung für die Besten visuellen Effekte (Tom Wood, Fiona Crawford, Julian Hutchens, Josh Simmonds und Adam Hammond)

AACTA International Awards 2023
- Auszeichnung für die Beste Regie (Baz Luhrmann)
- Auszeichnung als Bester Hauptdarsteller (Austin Butler)
- Nominierung als Bester Film
- Nominierung als Beste Nebendarstellerin (Olivia DeJonge)[48]

American Society of Cinematographers Awards 2023
- Auszeichnung für die Beste Kamera (Mandy Walker)[49]

Art Directors Guild Awards 2023
- Nominierung für das Beste Szenenbild eines Historienfilms (Catherine Martin & Karen Murphy)[50]

Artios Awards 2023
- Nominierung für das Beste Casting in einem Big-Budget-Filmdrama (Denise Chamian, Nikki Barrett, Beth Day & Liz Ludwitzke)[51]

British Academy Film Awards 2023
- Auszeichnung als Bester Hauptdarsteller (Austin Butler)
- Auszeichnung für die Besten Kostüme (Catherine Martin)
- Auszeichnung für das Beste Make-up und die besten Frisuren (Jason Baird, Mark Coulier, Louise Coulston, Shane Thomas)
- Auszeichnung für das Beste Casting (Denise Chamian)
- Nominierung als Bester Film
- Nominierung für die Beste Kamera (Mandy Walker)
- Nominierung für den Besten Schnitt (Jonathan Redmond)
- Nominierung für das Beste Szenenbild (Catherine Martin, Karen Murphy & Bev Dunn)
- Nominierung für den Besten Ton (Michael Keller, David Lee, Andy Nelson, Wayne Pashley)[52]

Chicago Film Critics Association Awards 2022
- Auszeichnung als Vielversprechendster Schauspieler (Austin Butler)
- Nominierung als Bester Hauptdarsteller (Austin Butler)[53]

Critics’ Choice Movie Awards 2023
- Auszeichnung für die Besten Frisuren und das beste Make-up
- Nominierung als Bester Film
- Nominierung für die Beste Regie (Baz Luhrmann)
- Nominierung als Bester Hauptdarsteller (Austin Butler)
- Nominierung für den Besten Schnitt (Matt Villa & Jonathan Redmond)
- Nominierung für das Beste Szenenbild (Catherine Martin, Karen Murphy & Bev Dunn)
- Nominierung für die Besten Kostüme (Catherine Martin)[54]

Eddie Awards 2023
- Nominierung für den Besten Schnitt in einem Filmdrama (Matt Villa & Jonathan Redmond)[55]

Golden Globe Award
- Auszeichnung als Bester Hauptdarsteller – Drama (Austin Butler)
- Nominierung als Bester Film – Drama
- Nominierung als Bester Regisseur (Baz Luhrmann)

Goldene Himbeere 2023
- Auszeichnung als Schlechtester Nebendarsteller (Tom Hanks)
- Auszeichnung als Schlechteste Filmpaarung (Tom Hanks, sein latexbeladenes Gesicht und sein lächerlicher Akzent)[56]

Golden Reel Awards 2023
- Auszeichnung für den Besten Musikschnitt (Jamieson Shaw)
- Nominierung für den Besten Tonschnitt in Dialogen und ADR (Wayne Pashley)[57]

MTV Movie & TV Awards 2023
- Nominierung als Bester Film
- Nominierung für die Beste Schauspielleistung (Austin Butler)
- Nominierung für den Besten Song (Vegas – Doja Cat)[58]

London Critics’ Circle Film Awards 2023
- Nominierung als Bester Hauptdarsteller (Austin Butler)
- Nominierung für die Beste technische Leistung (Catherine Martin – Kostüme)[59]

Make-Up Artists and Hair Stylists Guild Awards 2023
- Auszeichnung für das Beste historische Make-up (Shane Thomas & Angela Conte)
- Auszeichnung für die Besten historischen Frisuren (Shane Thomas & Louise Coulston)
- Nominierung für die Besten Make-up-Spezialeffekte (Mark Coulier & Jason Baird)[60]

NAACP Image Awards 2023
- Nominierung als Beste Nachwuchsdarstellerin (Yola)[61]

Online Film Critics Society Awards 2023
- Nominierung als Bester Hauptdarsteller (Austin Butler)
- Nominierung für den Besten Schnitt (Matt Villa & Jonathan Redmond)
- Nominierung für das Beste Szenenbild (Catherine Martin, Karen Murphy & Bev Dunn)
- Nominierung für das Beste Kostümdesign (Catherine Martin)[62]

Oscarverleihung 2023
- Nominierung als Bester Film
- Nominierung als Bester Hauptdarsteller (Austin Butler)
- Nominierung für die Beste Kamera (Mandy Walker)
- Nominierung für den Besten Schnitt (Matt Villa & Jonathan Redmond)
- Nominierung für das Beste Szenenbild (Catherine Martin, Karen Murphy & Bev Dunn)
- Nominierung für das Beste Kostümdesign (Catherine Martin)
- Nominierung für das Beste Make-up und die besten Frisuren (Mark Coulier, Jason Baird & Aldo Signoretti)
- Nominierung für den Besten Ton (David Lee, Wayne Pashley, Andy Nelson & Michael Keller)

Producers Guild of America Awards 2023
- Nominierung als Bester Kinofilm[63]

Screen Actors Guild Awards 2023
- Nominierung als Bester Hauptdarsteller (Austin Butler)[64]